# Cadastre d'Ensenada

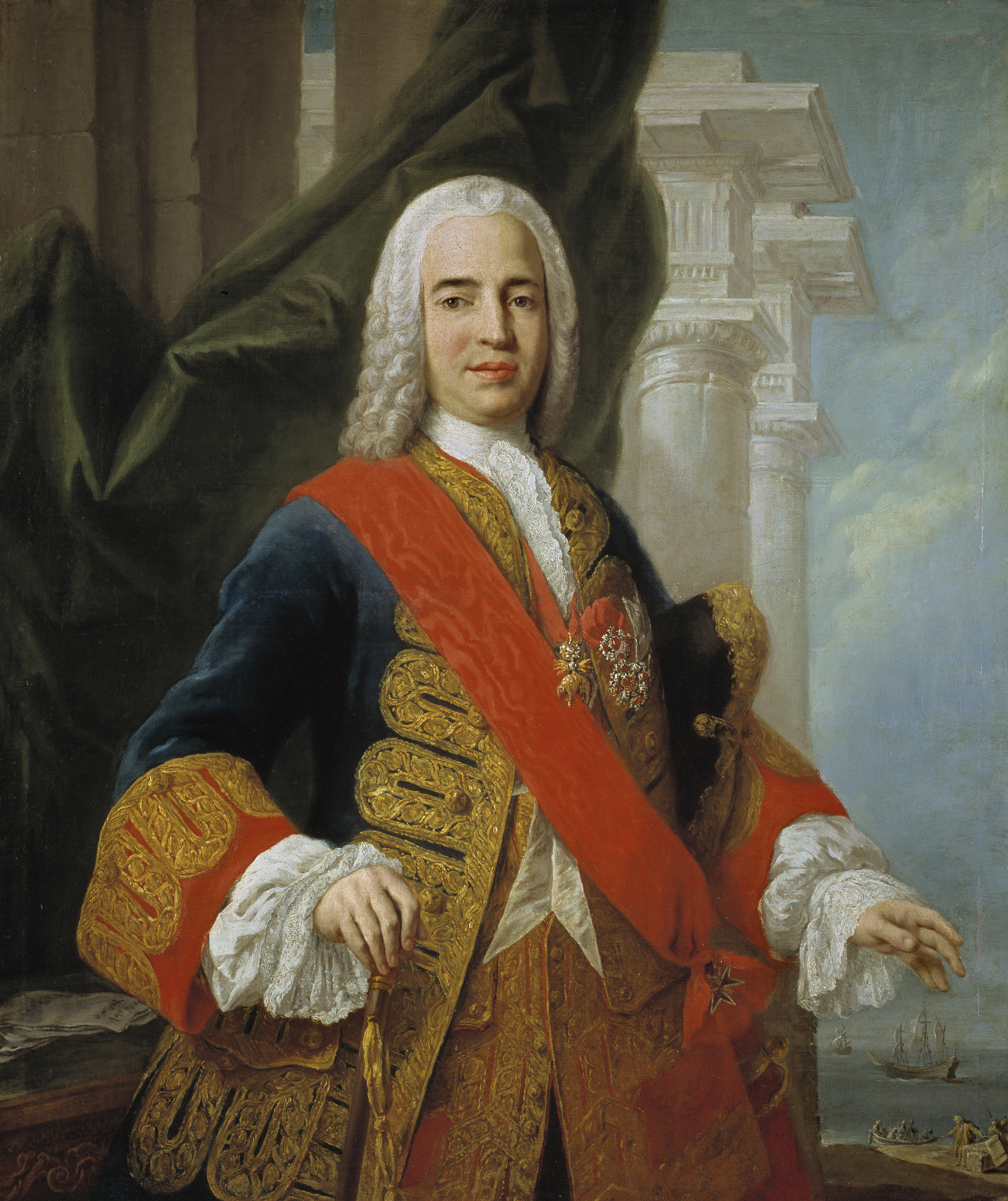
Zenón de Somodevilla, marquis de la Ensenada, ministre de Philippe V à l'origine du projet de contribution unique et de cadastre.

Le cadastre d'Ensenada (catastro de Ensenada en espagnol) fut réalisé sous le règne du roi d'Espagne Ferdinand VI, sur proposition de son ministre le marquis de la Ensenada. À partir de 1749 fut menée, dans les 15 000 localités de la Couronne de Castille (sans compter celles des provinces basques, dans la mesure où elles étaient exemptées d'impôts), une enquête minutieuse afin de recenser les habitants, les propriétés foncières, les bâtiments, les offices, les rentes et les caractéristiques géographiques de chaque localité.

## Le projet de contribution unique
Les deux derniers recensements de la population dataient des règnes de Philippe II en 1591 et Philippe V en 1717. Mais les enquêtes étaient restées largement imparfaites et incomplètes.
En 1749, la réalisation du cadastre procède avant tout du projet du marquis de la Ensenada de mettre en place une contribution unique. Ce projet fut soumis à l'étude et au jugement des 16 membres des conseils royaux de Castille, des Finances, des Indes et des Ordres militaires, mais aussi aux cinq intendants et au régent de la Cour de justice de Barcelone. Les membres des conseils rendirent un avis défavorable, les intendants approuvèrent le projet, comme le roi à leur suite. Sa décision fut exprimée par le décret royal du 10 octobre 1749. Le décret fut promulgué conjointement à une Instruction pour réaliser le cadastre, avec des modèles de formulaires et d'interrogatoires pour vérifier les questionnaires.
Les Trésoreries des recettes provinciales (Contadurías de Rentas Provinciales) qui préparaient le passage à la contribution unique virent leurs effectifs augmenter de 2 ou 3 personnes à plus de 100, afin de s'occuper de la réalisation du cadastre, comme le recommandait le Conseil royal de la Contribution unique (Real Junta de Única Contribución). Les recettes provinciales étaient un ensemble complexe de revenus de natures différentes, impôts directs ou indirects, tels l'alcabala, les millionèmes (milliones), les centièmes (centios), le droit du « compte fidèle » (derecho de fiel medidor) ou encore les « tiers royaux » (tercias reales). Tous ces impôts étaient appelés à être fondus en une seule contribution unique. Celle-ci devait être proportionnelle à la richesse de chacun, qui devait être connue grâce à l'établissement du cadastre. Mais les résistances des privilégiés à cet impôt rendirent le projet impossible.

## Un outil statistique

### Le questionnaire
Le cadastre fut établi à partir d'un questionnaire de 40 questions, soumis à l'ensemble de la population :

« 1re Comment s'appelle la Localité.
2e Si elle dépend du Domaine Royal ou d'une Seigneurie ; à qui appartient-elle ; quels droits y sont perçus et quel est leur revenu. [...]
4e Quelles sortes de Terres on y trouve ; si elles sont Irriguées ou pas, en distinguant celles qui sont des terres pour la culture des Légumes, pour l'Ensemencement, des Vignes, des Pâturages, des Bois, des Fourrés, des Montagnes, et de plus quel est leur rapport, en précisant celles qui produisent le plus de récolte chaque année, celles qui ne produisent qu'une fois par an, et celles qui ont besoin d'une année de repos. [...]
21e De combien d'Habitants se compose la Localité, et combien [habitent] dans les Maisons de Campagne ou les Fermes.
22e Combien de Maisons y a-t-il dans le Village, combien sont inhabitables, combien sont ruinées. [...]
29e Combien y a-t-il de Tavernes, d'Auberges, de Boutiques, de Boulangeries, de Boucheries, de Ponts, de Barques pour la navigation fluviale, de Marchés, de Fêtes, etc., dans la Localité et sur son Territoire ; à qui ils appartiennent et quel profit on peut en tirer chaque année. [...]
S'il y a des Hôpitaux, [...] un Changeur, un Marchand en gros, [...], un Marchand de Draps, de Vêtements, d'Or, d'Argent, et de Soie, de Toile, d'Épices, ou autres Marchandises, des Médecins, des Chirurgiens, des Apothicaires, des Notaires, des Muletiers [...], des hommes occupés aux Arts mécaniques [...] comme des Maçons, des Jardiniers, des Blanchisseurs, des Forgerons, des Cordiers, des Cordonniers, des Tailleurs, des Tailleurs de pierre, des Tisseurs, des Chapeliers, des Fabricants de Manchons, des Gantiers, etc., en précisant pour chaque Métier le nombre de ceux qui sont Maîtres, Officiers, et Apprentis ; et quel revenu on en tire, en travaillant simplement à son travail chaque jour. [...]
35e Quel est le nombre des Journaliers qui se trouvent dans le Village, et quel salaire journalier est payé chaque jour à chacun.
36e Combien il y a de Pauvres dans le Village »

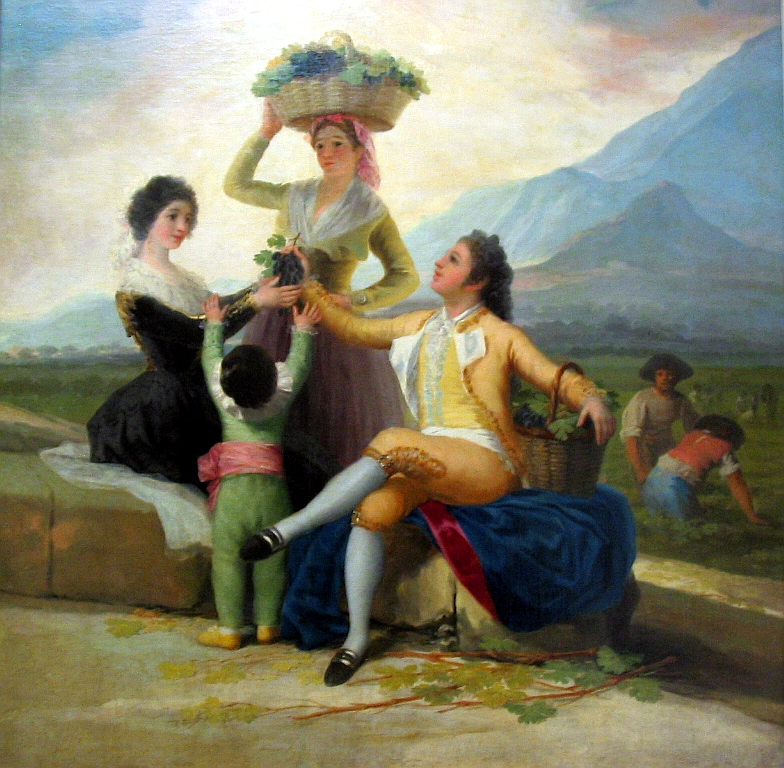
Presque tous les aspects de la société espagnole sous l'Ancien Régime sont abordés dans le catastro de Ensenada. La Vendange, par Francisco de Goya

Les « réponses générales » (respuestas generales) furent ensuite systématiquement classées, organisées et vérifiées avec attention, afin d'éviter les oublis ou inexactitudes (volontaires ou pas). Ces réponses représentent un volume considérable de documents, portant à la fois sur la démographie, l'économie, la société ou encore les pratiques du pouvoir en Espagne. C'est certainement l'un des meilleurs travaux statistiques produits dans l'Europe de l'Ancien Régime.

### Un tableau de la population espagnole
- Noblesse - Elle représente, d'après le catastro d'Ensenada, encore 4 % de la population au milieu du XVIIIe siècle[4]. Son pouvoir économique s'accroit encore considérablement, grâce aux mariages entre familles qui permettent l'accumulation des biens.

- Clergé - Les possessions de l'Église sont très importantes. Alors que le clergé représente à peine 2 % de la population, il est propriétaire de plus de 15 % des terres labourables de Castille et perçoit 10 % de ses revenus. Aux richesse des biens immobiliers s'ajoutent la levée de divers impôts, en particulier la dîme et d'autres taxes, comme les rentes hypothécaires et les loyers. Le plus riche des diocèses d'Espagne est celui de Tolède, dont la rente annuelle s'élève à 3,5 millions de réals.

- Tiers état - La majorité de la population est composée de paysans dont une part non négligeable de journaliers, dont les conditions de vie sont misérables. Les artisans représentent 15 % de la population, leurs conditions de vie sont plus enviables. La bourgeoisie commence à apparaître, bien que timidement encore. On la retrouve principalement dans les régions périphériques, en particulier à Cadix, qui profite du commerce avec l'Amérique, ou à Barcelone, et à Madrid. Elle adhère aux projets de réforme et aux idées des Lumières.

## Sources
- (es) Matilla Tascón (Antonio), La Única contribución y el Catastro del Marqués de la Ensenada, Madrid, Ministère de l'Économie, 1947.
- (es) El catastro de Ensenada, 1749-1756, Madrid, Ministère de l'Économie, 2002.

- (es) Cet article est partiellement ou en totalité issu de l’article de Wikipédia en espagnol intitulé « Catastro de Ensenada » (voir la liste des auteurs).